# Madonna col Bambino e san Giovannino (Fra Bartolomeo New York)
La Madonna col Bambino e san Giovannino è un dipinto a olio su tavola (58,4x43,8 cm) di Fra Bartolomeo, databile al 1497 circa e conservato nel Metropolitan Museum of Art di New York.

## Descrizione e stile
L'opera mostra Maria seduta su una panca in pietra nell'angolo di una stanza, vicina a due finestre che permettono di osservare un ampio paesaggio all'esterno. Tiene in braccio un paffuto Bambino che, con un movimento a serpentina, si gira a benedire il piccolo san Giovannino che appare nell'angolo in basso a destra.
La composizione si ispira alla Madonna Benois di Leonardo da Vinci, mentre il paesaggio, alla fiamminga, è un esercizio di stile: la metà destra copia infatti lo scorcio della Madonna in trono tra due angeli di Hans Memling.
I colori invece si ispirano alla brillantezza di Perugino e di lì a poco, nelle opere mature, verranno sviluppati in campiture più ampie e intense, che tanto influenzarono Raffaello.

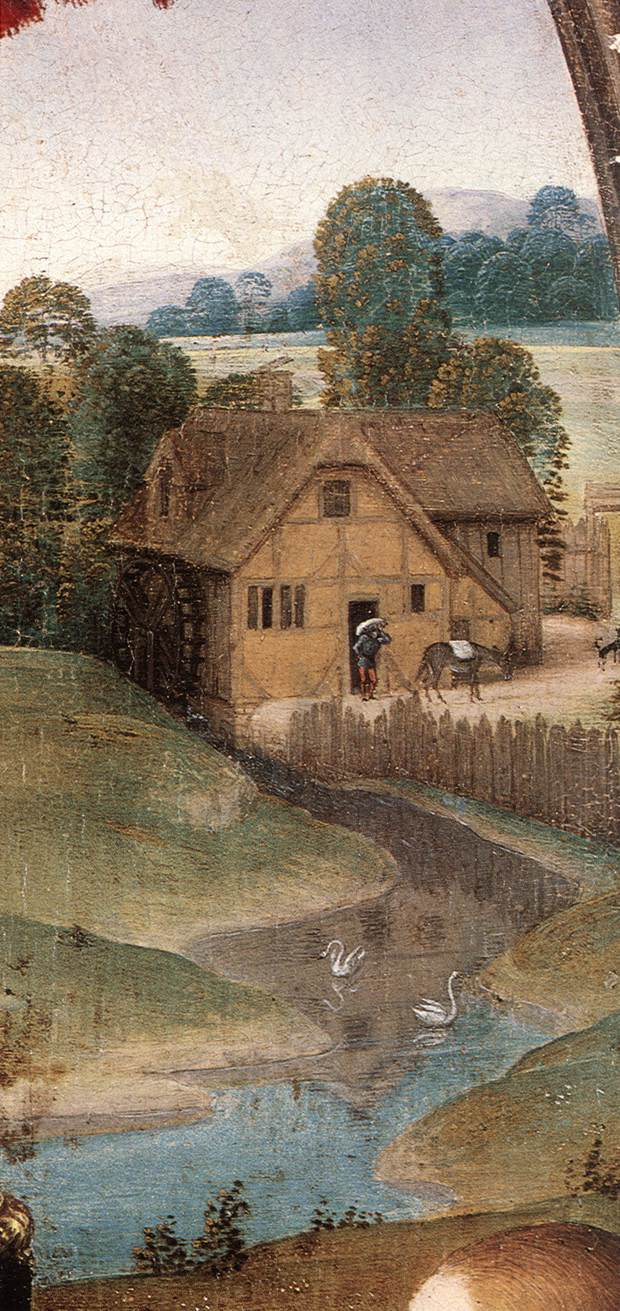
Il paesaggio di Memling